# Аладьїно
Ала́дьїно (рос. Аладьино) — присілок у складі Дмитровського міського округу Московської області, Росія.

## Населення
Населення — 8 осіб (2010; 25 у 2002).
Національний склад (станом на 2002 рік):
- росіяни — 68 %